# Woodsworth College
Woodsworth College est un collège de l'université de Toronto. Il tient son nom du pasteur méthodiste et homme politique James Woodsworth.
Woodsworth est le plus grand collège de la faculté d'Arts et de Sciences du campus de St. George, en nombre d'étudiants. Fondé en 1974, il est aussi le collège le plus récent de l'université.
À l'origine, il était réservé aux étudiants à temps partiel — principalement des adultes en formation continue ou des étudiants venus d'autres universités. Depuis 1999 cependant, le collège accueille des étudiants directement issus de l'enseignement secondaire.

## Programmes d'échange et visiteurs
À sa fondation, Woodsworth était chargé de la gestion du programme d'échange avec l'Italie, pour la session d'été.
Il propose actuellement des échanges avec 9 universités, avec lesquels 500 étudiants partent chaque année.
Woodsworth gère également le programme d'« étudiants visiteurs » (visiting students) de la faculté d'Arts et de Sciences. Il permet aux étudiants des autres universités nord-américaines de suivre des cours à l'université de Toronto et de gagner des crédits comptant dans leur établissement d'origine.

## Résidence
Woodsworth s'est doté d'une résidence en 2004. Située au 312 Bloor Street W, à l'entrée nord du campus de St. George, la résidence est une tour de verre de 17 étages. Elle peut héberger 371 étudiants dans des appartements de 4 à 6 personnes, avec chambre individuelle, cuisine, salon et salles de bain. Elle dispose également d'espaces communs : salles d'étude, de sport ou de loisir (télévision, jeux…).
La résidence a été bâtie sur le site d'une ancienne résidence pour étudiants postgraduate : l'immeuble de quatre étages, en forme de U, avait été construit en 1926 et était classé comme patrimoine culturel de la ville de Toronto (City of Toronto's Inventory of Heritage Properties). La résidence a été déplacée en 2000 sur Harbord St.

## Enseignement
Les étudiants suivent la plupart de leurs cours à la faculté d'Arts et de Sciences. Woodsworth propose cependant plusieurs programmes en partenariat avec la faculté :
- Un programme de criminologie, le premier au Canada, qui accueille 500 étudiants de toute la faculté ;
- Un programme de relations du travail, comprenant des cours de sociologie du travail, d'économie, de finances, de ressources humaines, d'histoire ou de droit.

Woodsworth propose également plusieurs programmes d'enseignements originaux, tels que :
- l'Academic Bridging program, une filière pré-universitaire destinée à préparer les adultes (plus de 20 ans) ayant quitté le circuit scolaire et désirant reprendre des études ;
- Les Summer Abroad programs, qui offrent la possibilité à des étudiants de passer leur session d'été à l'étranger, tout en suivant des cours (en anglais) de l'université de Toronto ;
- l'International Summer program, qui permet aux étudiants internationaux de suivre un ou deux cours à l'université de Toronto pendant la session d'été.

Enfin, elle offre des cours à destination d'étudiants diplômés dans d'autres disciplines, en vue d'obtenir un certificat en ressources humaines ou d'enseignements d'anglais langue étrangère.

## Source
- (en) Cet article est partiellement ou en totalité issu de l’article de Wikipédia en anglais intitulé « Woodsworth College » (voir la liste des auteurs).